# Kỹ thuật nhuộm băng G

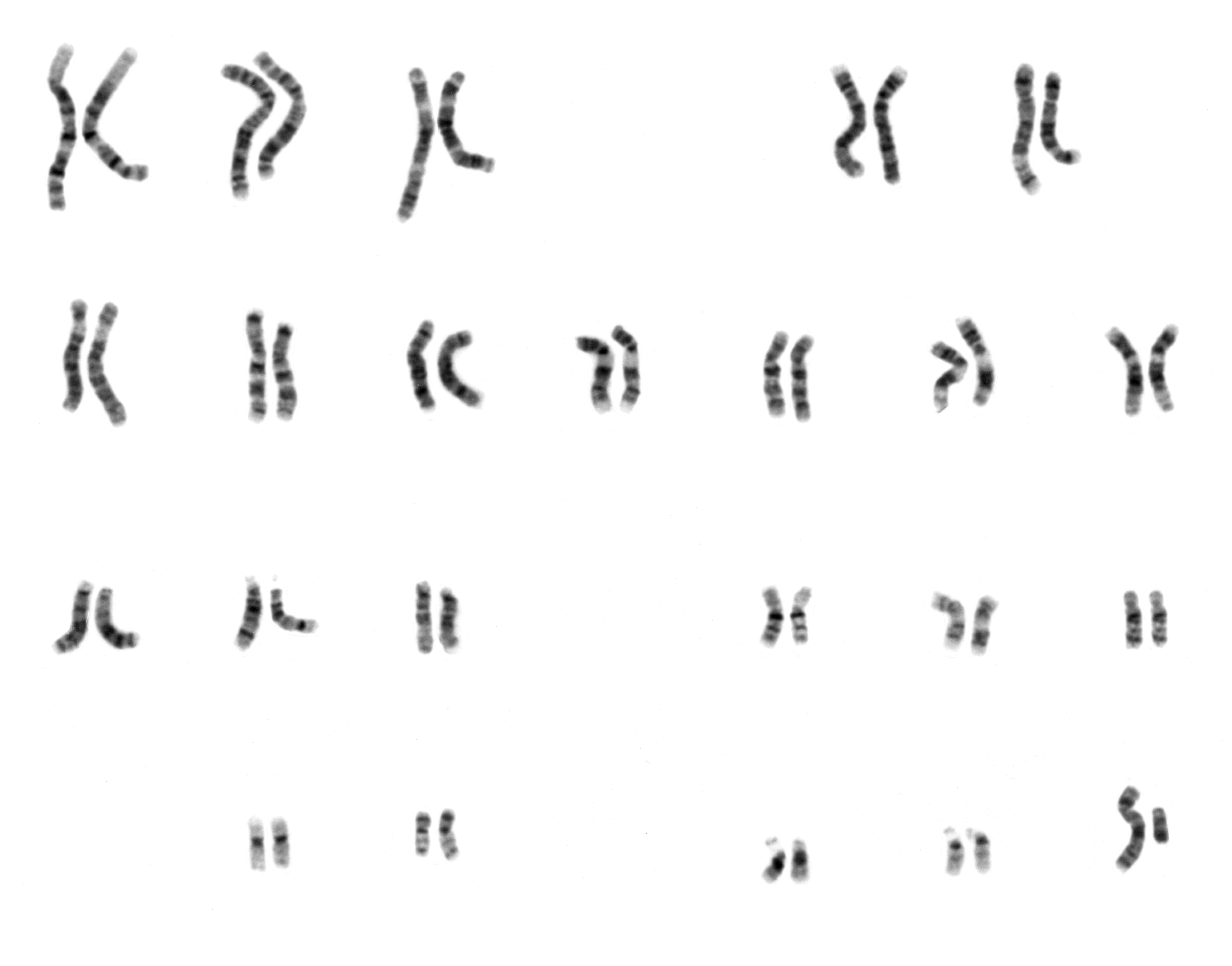
Kiểu nhân của một nam giới sau khi đã nhuộm Giemsa.

Kỹ thuật nhuộm băng G là tên của phương pháp ứng dụng nhuộm Giemsa (IPA: /ˈɡiːmsə/) nhằm tạo ra kiểu nhân đồ gồm các nhiễm sắc thể đã đóng xoắn tối đa với những vệt (băng) màu đặc trưng, rất hữu ích để xác định cấu trúc các nhiễm sắc thể nói chung và bệnh di truyền nói riêng, nhờ hình ảnh có thể quan sát được dưới kính hiển vi.
Thuật ngữ này ở tiếng Anh viết là "G banding" hay "G-banding" hoặc "Giemsa banding". Đây là một trong các kỹ thuật nhuộm trong nghiên cứu di truyền tế bào và đôi khi là tên gọi những băng (hay dải, vệt) trên nhiễm sắc thể sau khi đã nhuộm Giemsa. Kỹ thuật này được sử dụng phổ biến trong các lĩnh vực của tế bào học để tạo ra một kiểu nhân (karyotype) có thể quan sát được nhiễm sắc thể bằng kính hiển vi sau khi đã nhuộm các nhiễm sắc thể ở trạng thái cô đặc nhất (thường là nhiễm sắc thể ở kỳ giữa) bằng thuốc nhuộm Giemsa.
Kỹ thuật này cũng như các băng G rất hữu ích để xác định cấu trúc, phân bố vùng của nhiễm sắc thể, từ đó góp phần định vị các lô-cut cũng như nhận biết các đột biến cấu trúc nhiễm sắc thể (nếu có) trên nhiễm sắc thể của người mắc bệnh di truyền. Dải G, dải G hoặc dải Giemsa là một kỹ thuật được sử dụng trong di truyền tế bào để tạo ra một karyotype có thể nhìn thấy được bằng cách nhuộm các nhiễm sắc thể cô đặc. Nó

## Tổng quan
- Trong nghiên cứu nhiễm sắc thể ở cấp độ tế bào, người ta phân biệt vùng nhiễm sắc thể giàu gen (gene-rich) và nghèo gen (gene-poor). Các vùng dị nhiễm sắc chất (heterochromatin) có xu hướng rất giàu ađênin và timin (nhiều A-T) nhưng lại  mang ít gen nên gọi là vùng nghèo gen (gene-poor), thường nhuộm màu tối hơn. Ngược lại, vùng chất nhiễm sắc thật (euchromatin) có xu hướng rất giàu guanin và xitôzin (nhiều G-X) thường hoạt động phiên mã nhiều hơn, nghĩa là có nhiều gen cấu trúc hơn nên gọi là vùng giàu gen (gene-rich), khi kết hợp với thuốc nhuộm Giemsa thì vùng này xuất hiện dưới dạng các băng sáng hơn dưới kính hiển vi. Bởi vậy, sau khi nhuộm, mỗi nhiễm sắc thể có những băng (cũng gọi là "vệt", "dải") phân biệt nhau dễ nhận.[6]
- Các nhiễm sắc thể kỳ giữa (metaphase) được xử lý bằng trypsin để phân giải bớt thành prôtêin trong nhiễm sắc thể, sau đó đem nhuộm Giemsa. Hình ảnh thu được chính xác sẽ tạo thành mô hình chuẩn của nhiễm sắc thể với các băng được đánh số trên mỗi vai (cánh) của nhiễm sắc thể từ tâm động đến đầu mút theo quy ước khoa học. Hệ thống đánh số này cho phép bất kỳ băng nào trên nhiễm sắc thể có thể xác định rõ và mô tả chính xác vị trí.[7]

## Ý nghĩa
- Rất khó phân biệt các nhiễm sắc thể với nhau và nhất là rất khó xác định các vùng trên nhiễm sắc thể nếu chỉ quan sát tiêu bản tế bào không nhuộm gì hoặc chỉ nhuộm đơn giản,  vì màu sắc đồng nhất của các loại cấu trúc khác nhau làm cho khó phân biệt. Do đó kỹ thuật nhuộm phân hoá nói chung và kỹ thuật G nói riêng giúp nhà nghiên cứu phát hiện các "băng" xuất hiện trên nhiễm sắc thể.
- Các băng này xuất hiện giống nhau trên các nhiễm sắc thể tương đồng, do đó, việc xác định nhiễm sắc thể nào tương đồng với nhiễm sắc thể nào trở nên dễ dàng và chính xác hơn.[8]
- Kỹ thuật này nhằm xác định cấu trúc, phân bố vùng của nhiễm sắc thể, từ đó góp phần định vị các lô-cut.
- Nếu dùng kỹ thuật nhuộm băng R (R banding) thì thu được dạng đảo ngược của các băng G đã có. Do đó, các băng có thể được sử dụng để xác định các đột biến nhiễm sắc thể nhất là đột biến cấu trúc như chuyển đoạn hay đảo đoạn hoặc lặp đoạn nhiễm sắc thể.[5][8]

## Các kiểu nhuộm băng
Các loại băng trên nhiễm sắc thể được nghiên cứu và xử lý bằng các kỹ thuật khác nhau, hiện thường gặp là:
| Kiểu nhuộm | Phương pháp nhuộm  |
| ---------- | ------------------ |
| C-banding  | Nhuộm dị nhiễm sắc |
| G-banding  | Nhuộm Giemsa       |
| Q-banding  | Nhuộm Quinacrine   |
| R-banding  | Nhuộm Giemsa ngược |
| T-banding  | Nhuộm têlôme       |